# Eaten Back to Life
Albums de Cannibal Corpse
Cannibal Corpse
(1989) Butchered at Birth
(1991)
Eaten Back To Life est le premier album de Cannibal Corpse, un groupe de brutal death metal.

## Composition de l'époque
- Chris Barnes - chant
- Alex Webster - Basse
- Rob Rusay - Guitare
- Jack Owen - Guitare
- Paul Mazurkiewicz - Batterie

## Liste des pistes
1. Shredded Humans - 5:12
2. Edible Autopsy - 4:32
3. Put Them To Death - 1:50
4. Mangled - 4:30
5. Scattered Remains, Splattered Brains - 2:34
6. Born In Casket - 3:20
7. Rotting Head - 2:26
8. The Undead Will Feast - 2:50
9. Bloody Chunks - 1:53
10. A Skull Full Of Maggots - 2:06
11. Buried In A Back Yard - 5:12